# Oecomys auyantepui
Souris arboricole des Guyanes
Espèce
Statut de conservation UICN

 LC  : Préoccupation mineure
Oecomys auyantepui, qui a pour nom commun Souris arboricole des Guyanes, est une espèce sud-américaine de rongeurs de la famille des Cricetidae.

## Description
Oecomys auyantepui a un pelage doux, dense et long (12 mm au milieu de la croupe), avec une démarcation entre le pelage dorsal et le pelage ventral. Le pelage dorsal est brun orangé, le pelage ventral est gris blanc.
Le crâne est petit et compact avec un rostre court.

## Répartition
Oecomys auyantepui est présent au Brésil, en Guyane, au Guyana, au Suriname et au Venezuela.
Son habitat naturel est la forêt primaire, jusqu'à 1 100 mètres d'altitude. Il est un animal arboricole.

## Parasitologie
Le nématode Guerrerostrongylus marginalis est un parasite intestinal d’O. auyantepui.